# Curling Club Gent
Curling Club Gent (CCG) is een van de drie curlingclubs in België. 

## Geschiedenis
De club werd opgericht op 20 september 2014. Het is momenteel een van de drie clubs in België, naast CC Zemst en Campina Turnhout. Beste prestatie van een van de Gentse teams op een Belgisch kampioenschap is de zevende plaats, behaald in 2016. De club leverde één maal internationals: in 2016 namen Melody Versele en Martijn Van De Walle namens België deel aan het wereldkampioenschap curling gemengddubbel. Zij eindigden op de 41e plaats.